# Bernhard I. (Paderborn)
Bernhard I., ein Bernhard von Oesede († 6. Juli 1160) war von 1127 bis 1160 Bischof von Paderborn.

## Leben
Der spätere Bischof von Paderborn Bernhard I. kam aus dem Geschlecht der Edelherren von Oesede (vgl. Kloster Oesede).
Das Bistum Paderborn war damals reich an Klöstern, und unter Bernhard kamen noch etliche hinzu. Auf seine Initiative gehen unter anderem die Gründungen der Benediktinerklöster in Gehrden, Marienmünster, Aroldessen (Arolsen) und zuletzt Willebadessen zurück.
1128 stifteten auf seine Anregung hin Graf Widekind I. von Schwalenberg und seine Gattin Lutrud von Itter die Abtei Marienmünster als Sühnekloster.
Für die Klostergründung um 1142 in Gehrden stellte der Edelherr Heinrich von Gehrden seinen gesamten Gutsbesitz in Gehrden und im benachbarten Siddessen zur Verfügung, und das Benediktinerinnenkloster St. Maria von der Iburg bei Bad Driburg wurde nach Gehrden verlegt.
Die Klostergründung in Willebadessen erfolgte auf Bitte des in der Nähe ansässigen bischöflichen Ministerialen Ludolf von Osdagessen (nachweisbar 1126–1158; heute: Osdagessen zwischen Germete und Wethen). Ludolf sorgte durch die Übertragung von Grundbesitz aus seinem Eigentum für die wirtschaftliche Grundlage der Neugründung, in die seine sechs Töchter als Nonnen eintraten. Bis 1158 schlossen sich weitere Schenkungen durch Ludolf und andere örtliche Ministerialenfamilien an.
Ferner gründete Bernhard I. 1140 das Zisterzienserkloster in Hardehausen und wurde in der dortigen Kirche beigesetzt.